# Terthreutis argentea
Terthreutis argentea är en fjärilsart som beskrevs av Butler 1886. Terthreutis argentea ingår i släktet Terthreutis och familjen vecklare. Inga underarter finns listade i Catalogue of Life.